# Monte (Santander)

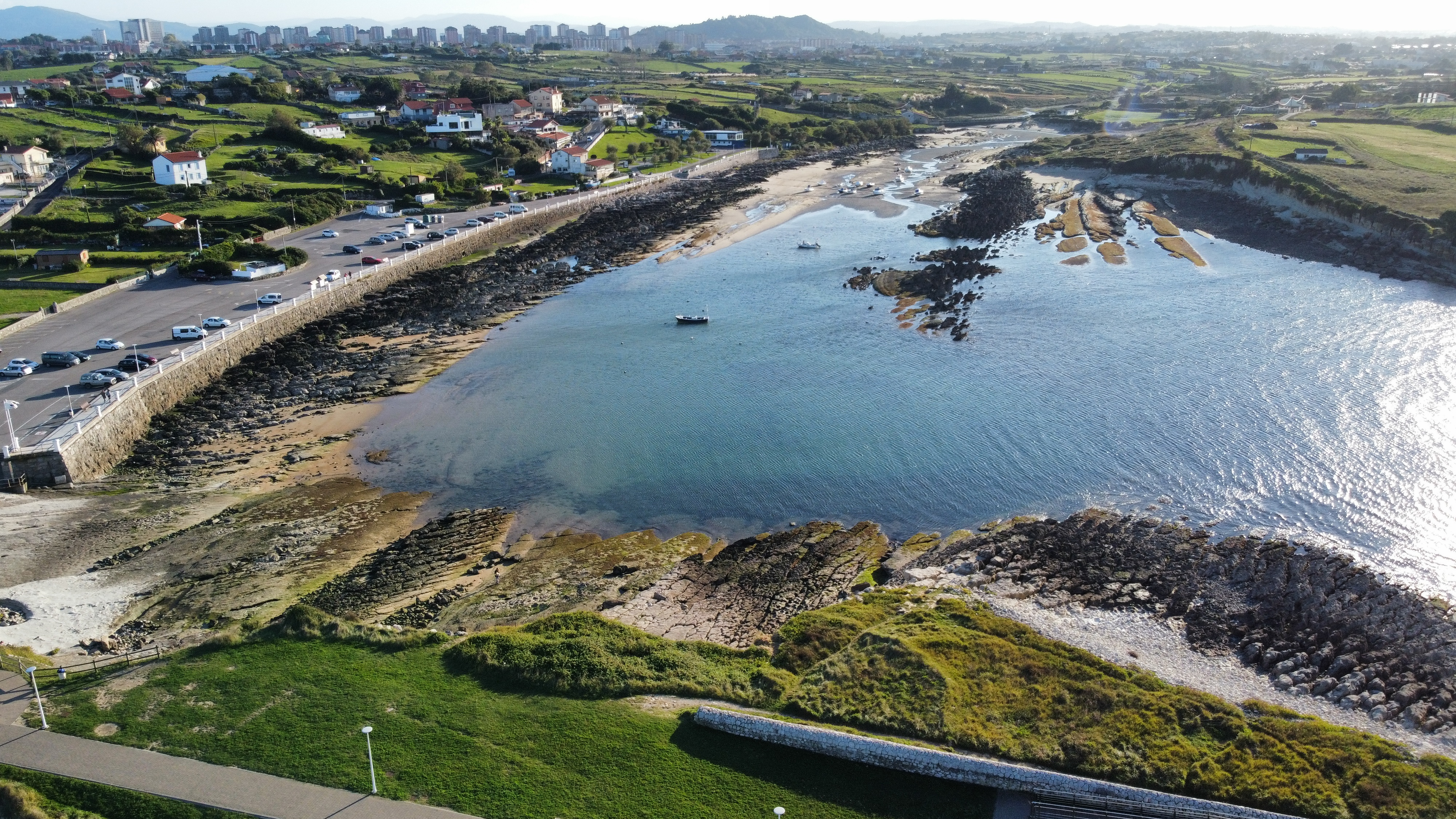
Vista de La Maruca y ría de San Pedro.

Monte es una localidad del municipio de Santander (Cantabria, España) situada al norte de la capital, a 2,4 kilómetros del centro. 
Según el censo de 2024 (INE), la población de Monte, que se encuentra en la zona de expansión del municipio, es de 2580 habitantes.

## Playas
Su litoral incluye las siguientes playas:
- Playa de El Bocal
- Rosamunda
- Carabineros
- La Maruca

## Barrios
Lo forman los barrios de:
- San Miguel
- Aviche
- Bolado
- Corbanera
  - La Maruca (barrio)
- La Torre
- Ateca

## Arquitectura
Por su posición dominante sobre el mar Cantábrico, fue una zona de implantación militar, y quedan restos de una fortificación costera de 1874 (el Castillo de Corbanera) y del enclave artillero de San Pedro del Mar, construido sobre un templo religioso que databa, de, al menos, el siglo IX, contando el edificio religioso con su correspondiente necrópolis. Se tiene constancia de su transformación en edificio militar como mínimo de 1660, con el fin de proteger la costa de los piratas y ataques de potencias enemigas. La batería se mantuvo activa en la Guerra de Sucesión, siendo modificado en el siglo XIX con motivo de las guerras napoleónicas y carlistas. En el siglo XX albergó un cuartel de carabineros, hasta que terminó cayendo en desuso y fue reformado en 2011 para albergar un centro de interpretación sobre el litoral cántabro, que apenas mantiene el aspecto anterior.   
El pueblo de Monte también cuenta con el llamado molino de Aldama, que fue construido en 1795.

## Cultura
Destaca la poeta Matilde Camus, nacida en Santander, hija y nieta de montesinos, y muy vinculada física y espiritualmente al lugar de Monte.
La poeta siempre presente en la vida cultural de Monte escribió, en varios de sus libros, poemas a este bello lugar. Así mismo la temática de los siguientes libros está íntegramente relacionada con este Lugar:
- Poesía:
  - Coral montesino (1983).

- Investigación:
  - Historia del Lugar de Monte (1985) .
  - Efemérides del Lugar de Monte I (1989).
  - Efemérides del Lugar de Monte II (1995).

A petición de la asociación de vecinos del lugar de Monte con su Presidente Paulino Castanedo se cristaliza la ubicación e inauguración de una "Casa Museo" con toda la obra poética y de investigación de la autora así como recuerdos personales y manuscritos. Esta "Casa Museo" está situada junto a la iglesia en la antigua Casa Concejo y fue inaugurada por el concejal de Cultura del Ayuntamiento de Santander en el año 2006.
También vivió en el pueblo de Monte Concha Morell, anarquista, feminista, actriz, maestra y escritora que fue amante de Benito Pérez Galdós, quien acudió en multitud de ocasiones a visitarla al pueblo de Monte. En ella se inspiraría Galdós para sus novelas Electra y Tristana. Para conmemorar este suceso hay una calle llamada Tristana en el barrio de San Miguel, paralela a la que fue la residencia, ya derruida, de Concha Morell.
También vivió en Monte el deportista Jonatan Valle, siendo el Club Deportivo Monte el equipo donde debutó el futbolista por primera vez.